# Andrew Knapp
Andrew Michael Knapp (né le 9 novembre 1991 à Roseville, Californie, États-Unis) est un receveur des Phillies de Philadelphie de la Ligue majeure de baseball.

## Carrière
Andrew Knapp est repêché à deux reprises. D'abord choisi par les Athletics d'Oakland au 41e tour de sélection en 2010, il ignore l'offre et quitte l'école secondaire de Granite Bay en Californie pour l'université. Joueur des Golden Bears de l'université de Californie à Berkeley, il signe son premier contrat professionnel avec les Phillies de Philadelphie, qui le réclament au second tour du repêchage amateur de juin 2013. 
Il fait ses débuts dans le baseball majeur avec Philadelphie le 6 avril 2017.